# 17148 Arifirester
17148 Arifirester este o planetă minoră (asteroid), cu un diametru de 4,815 km, din centura de asteroizi. A fost descoperită pe 12 mai 1999 la Experimental Test Site⁠(d) de Lincoln Near-Earth Asteroid Research. 
Obiectul prezintă o orbită caracterizată de o semiaxă mare de 3,1397771 UAi, o excentricitate de 0,1939466, o înclinație de 9,66698 ° în raport cu ecliptica.